# Pierre Joseph Macquer
Pierre Joseph Macquer (nascut a París el 9 d'octubre de 1718 i traspassat a París el 15 de febrer de 1784), químic i metge francès.

## Biografia
De l'any 1770 a l'any 1783 fou professor de química i de farmàcia al Jardí Reial de les Plantes Medicinals, a París, i membre de l'Académie de Sciences des de l'any 1745 i d'altres institucions (Société Royal de Médecine i Societat Filosòfica Americana). Destacà com a opositor a les noves teories d'Antoine Laurent Lavoisier que canviarien la química.

## Obra
Va introduir l'any 1768 a Sèvres la fabricació de porcellana de Saxe treballant conjuntament amb Antoine Baumé (1757-1773). Va estudiar l'arsènic, As, i els seus composts, i també el blau de Prússia. Fou el primer químic que observà, l'any 1776, que la combustió de l'hidrogen, H₂, anomenat en aquell temps aire inflamable, produïa aigua, H₂O. Realitzà la combustió d'un diamant i estudià l'oxidació de l'estany, Sn, i de l'argent, Ag. Treballà també en química orgànica determinant la composició de la llet i descobrint dissolvents pel cautxú descobert a Amèrica i duit a Europa per Charles-Marie de La Condamine després d'una expedició a prop de l'Equador. Les seves dues obres més importants, Élémens de chymie théorique (1749) i Dictionnaire de chymie (1761) foren textos de referència durant molt de temps.

### Obres
- Élémens de chymie théorique (1749) Text en línia Arxivat 2010-03-13 a Wayback Machine.
- Élémens de chymie-pratique, contenant la description des opérations fondamentales de la chymie, avec des explications & des remarques sur chaque opération (2 volums, 1751)Text en línia 1 Arxivat 2010-03-13 a Wayback Machine. 2 Arxivat 2010-03-13 a Wayback Machine.
- Dictionnaire de chymie, contenant la théorie et la pratique de cette science, son application à la physique, à l'histoire naturelle, à la médecine et aux arts dépendans de la chymie (2 volums, 1761) Text en línia 1 Arxivat 2010-03-13 a Wayback Machine. 2 Arxivat 2010-03-13 a Wayback Machine.
- Art de la teinture en soie (1763)
- Manuel du naturaliste (1770)